# Bekölce
Bekölce ist eine ungarische Gemeinde im Kreis Bélapátfalva im Komitat Heves.

## Geografische Lage
Bekölce liegt gut sechs Kilometer nordwestlich der Kreisstadt Bélapátfalva. Nachbargemeinden sind Egercsehi im Süden und Balaton im Nordosten.

## Geschichte
Im Jahr 1913 gab es in der damaligen Kleingemeinde 151 Häuser und 1836 Einwohner auf einer Fläche von 2391 Katastraljochen. Sie gehörte zu dieser Zeit zum Bezirk Pétervásár im Komitat Heves.

## Sehenswürdigkeiten
- Römisch-katholische Kirche Kisboldogasszony, erbaut 1735

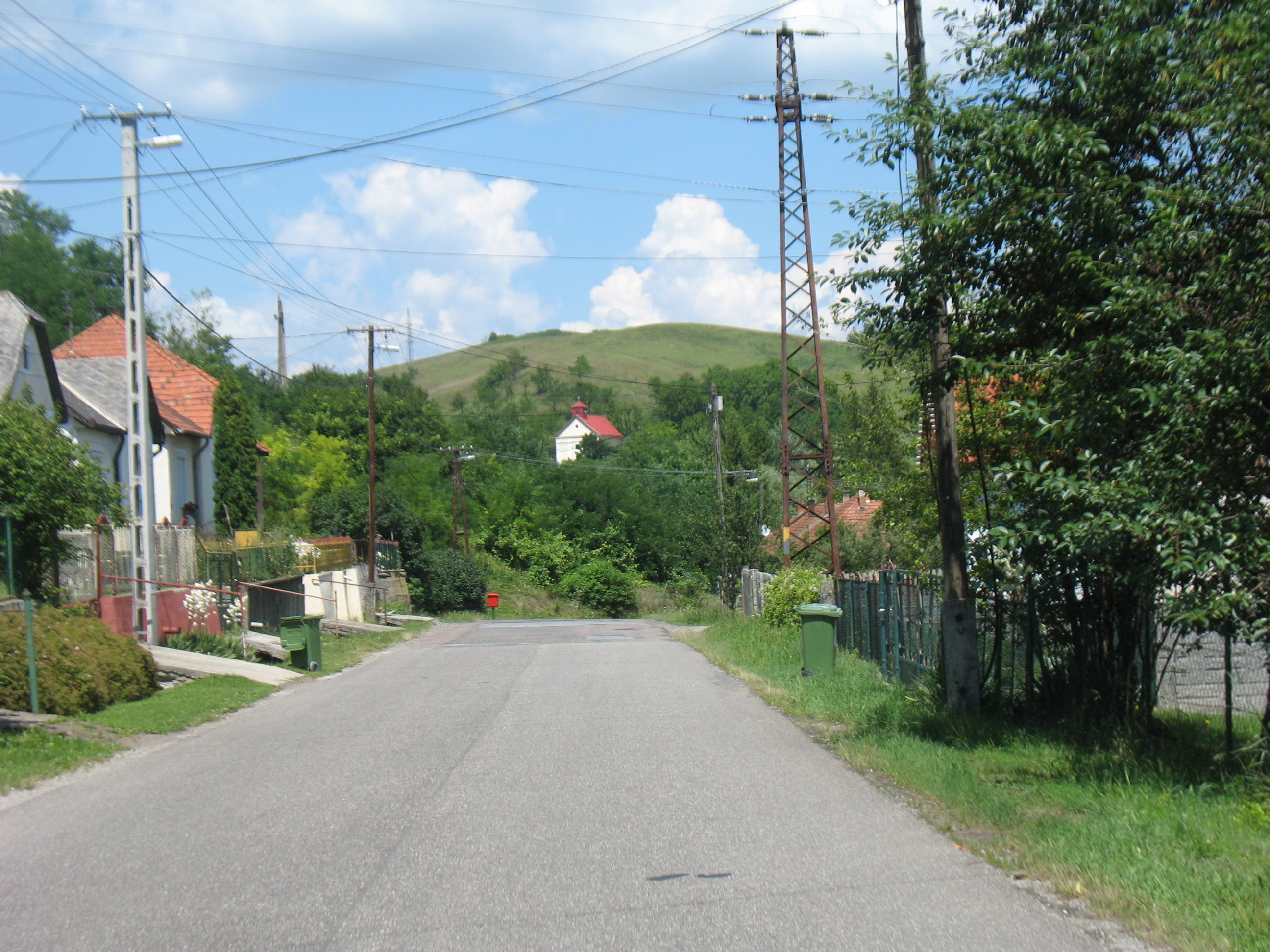
Blick auf die römisch-katholische Kirche Kisboldogasszony
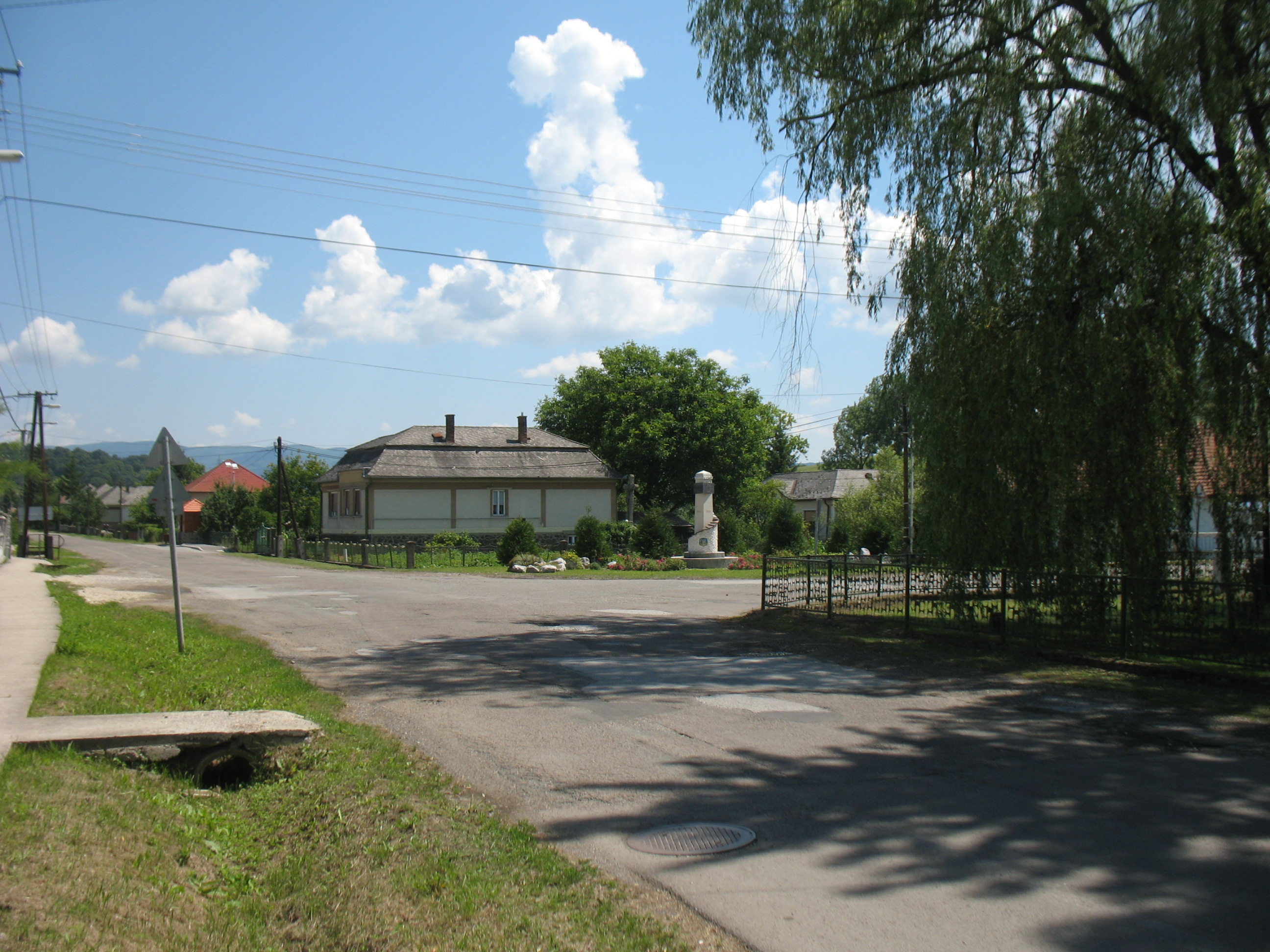
Ortsmitte
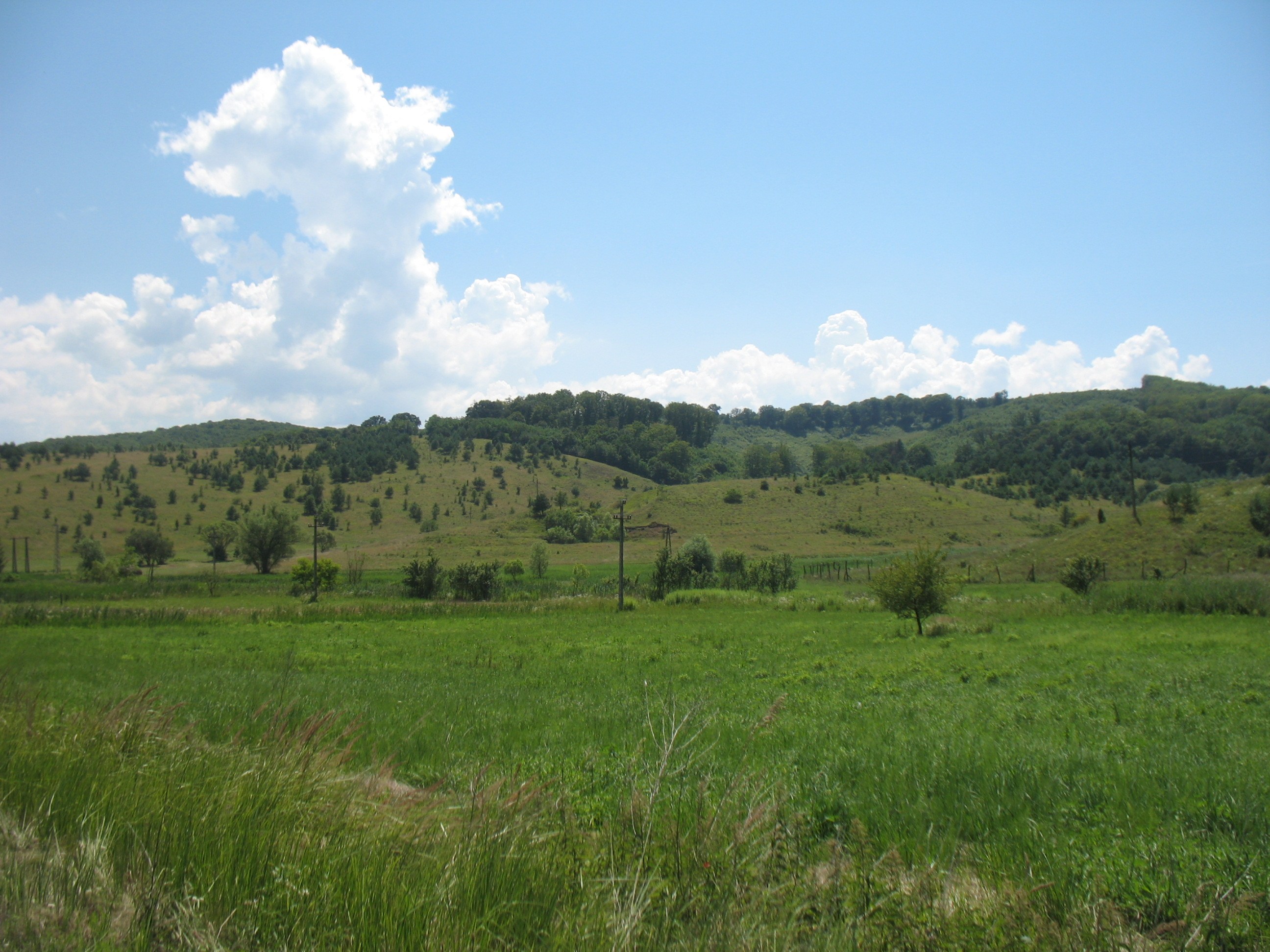
Landschaft bei Bekölce

## Infrastruktur
Im Ort gibt es Kindergarten, Bücherei, hausärztlichen Dienst, Apotheke, Post, einen Genossenschaftsladen, ein Gasthaus, Bürgermeisteramt sowie eine Kirche. Ungefähr die Hälfte der Gemeindefläche ist geprägt von Buchen und Eichen. Waldgebiete und grasbewachsene Hänge wechseln sich ab, die Lebensraum für Großwild bieten.

## Verkehr
Durch Bekölce verläuft die Landstraße Nr. 2510, von der die Nebenstraße Nr. 25105 in westliche Richtung abzweigt und zur Hauptstraße Nr. 25 führt. Es bestehen Busverbindungen über Egercsehi und Szarvaskő nach Eger sowie über Mikófalva nach Bélapátfalva, wo sich der nächstgelegene Bahnhof befindet.